# Pezizella muscicola
Pezizella muscicola är en lavart som beskrevs av Graddon 1977. Pezizella muscicola ingår i släktet Pezizella och familjen Hyaloscyphaceae.   Inga underarter finns listade i Catalogue of Life.